# Nguyễn Khoa Điềm
Nguyễn Khoa Điềm (tên khác là Nguyễn Hải Dương; sinh 15 tháng 4 năm 1943) là một nhà thơ, nhà chính trị Việt Nam. Ông nguyên là Ủy viên Bộ Chính trị, Bí thư Trung ương Đảng khóa IX, Trưởng ban Tư tưởng – Văn hóa Trung ương; Đại biểu Quốc hội Việt Nam khóa X, Bộ trưởng Bộ Văn hóa – Thông tin (nay là Bộ Văn hóa, Thể thao và Du lịch). Ông được tặng Giải thưởng Nhà nước về Văn học Nghệ thuật vào năm 2001. 

## Tiểu sử
Nguyễn Khoa Điềm sinh tại thôn Ưu Điềm, xã Phong Hòa, huyện Phong Điền, thành phố Huế. Thân sinh của ông là nhà báo Hải Triều, thuộc dòng dõi quan Nội tán Nguyễn Khoa Đăng, gốc An Dương (tỉnh Hải Dương cũ nay là Hải Phòng). Quê quán: làng An Cựu, xã Thủy An, thành phố Huế, tỉnh Thừa Thiên Huế.
Lúc nhỏ Nguyễn Khoa Điềm học ở quê. Năm 1955 ông ra miền Bắc học tại trường học sinh miền Nam. Ông tốt nghiệp Đại học Sư phạm Hà Nội năm 1964, cùng lứa với Phạm Tiến Duật, Lê Anh Xuân.
Sau đó, ông vào miền Nam hoạt động trong phong trào học sinh, sinh viên Huế; tham gia quân đội, xây dựng cơ sở của Mặt trận Dân tộc Giải phóng miền Nam Việt Nam, viết báo, làm thơ,... cho đến năm 1965. Nguyễn Khoa Điềm từng bị giam tại nhà lao Thừa Phủ. Đến chiến dịch Mậu Thân 1968, ông được giải thoát, tiếp tục trở lại hoạt động. Vào thời điểm này, Nguyễn Khoa Điềm mới bắt đầu làm thơ.
Nguyễn Khoa Điềm trở thành hội viên Hội Nhà văn Việt Nam năm 1975. Sau 1975, ông tham gia công tác Đoàn Thanh niên Cộng sản; Chủ tịch Hội Văn nghệ Bình Trị Thiên, Phó Bí thư Thường trực Tỉnh ủy Thừa Thiên Huế. Ông có mặt trong Ban Chấp hành Hội Nhà văn Việt Nam khóa III. Năm 1994 Nguyễn Khoa Điềm ra Hà Nội, làm Thứ trưởng Bộ Văn hoá - Thông tin. Năm 1995, ông được bầu làm Tổng Thư ký Hội Nhà văn Việt Nam khóa V.
Năm 1996, tại Đại hội Đại biểu toàn quốc Đảng Cộng sản Việt Nam lần thứ VIII, Nguyễn Khoa Điềm bầu vào Ban Chấp hành Trung ương. Ông là Đại biểu Quốc hội nước Cộng hòa Xã hội Chủ nghĩa Việt Nam khoá X và từ tháng 11 năm 1996 là Bộ trưởng Bộ Văn hóa - Thông tin. Năm 2001, tại Đại hội Đại biểu toàn quốc Đảng Cộng sản Việt Nam lần thứ IX, Nguyễn Khoa Điềm trở thành Ủy viên Bộ Chính trị, Bí thư Trung ương, Trưởng ban Tư tưởng Văn hóa Trung ương (2001 – 2006).
Hiện nay, ông đã nghỉ hưu và sống tại Thành phố Huế.

## Sự nghiệp
Nguyễn Khoa Ðiềm là một chính khách lớn, từng giữ nhiều cương vị quan trọng của Đảng Cộng sản Việt Nam và Nhà nước Việt Nam. Ông được Nhà nước Lào tặng thưởng Huân chương Ít-xa-la hạng nhất.
Ông đã được tặng nhiều giải thưởng về văn học: Giải thưởng Hội Nhà văn Việt Nam với tập thơ Ngôi nhà có ngọn lửa ấm; Giải thưởng Văn học Nghệ thuật Cố đô (giải B) với tập thơ Cõi lặng - năm 2010; Giải thưởng Văn học Nghệ thuật của tỉnh Thừa Thiên – Huế năm 2000 cho các sáng tác về Huế.
Năm 2001, ông được tặng Giải thưởng Nhà nước về Văn học Nghệ thuật với các tác phẩm Đất ngoại ô, Mặt đường khát vọng, Ngôi nhà có ngọn lửa ấm.
Sau khi nghỉ hưu, ông rất ít tham gia các sự kiện chính trị lớn của Việt Nam.
Năm 2021, Nguyễn Khoa Điềm có trong danh sách hồ sơ đề nghị xét tặng Giải thưởng Hồ Chí Minh về văn học nghệ thuật, do Hội đồng cấp cơ sở trình Hội đồng chuyên ngành cấp Nhà nước trong lĩnh vực văn học, với 3 cụm tác phẩm là tập thơ "Cõi lặng", "Nguyễn Khoa Điềm tuyển thơ", "Đất nước" (chương chủ đạo trong "Trường ca mặt đường khát vọng"). Tuy nhiên, sau đó ông đã xin rút khỏi danh sách đề cử giải thưởng là vì tự thấy tác phẩm ''Cõi lặng'' của ông mới chỉ xuất bản được ba năm, chưa đủ thời gian năm năm để tham gia Giải thưởng Hồ Chí Minh.
Tại Hội nghị các nhà văn lão thành lần thứ nhất (2023) ông (cùng nhà văn Ma Văn Kháng; nhà thơ Hữu Thỉnh) được Hội Nhà văn Việt Nam tôn vinh là các nhà văn có đóng góp quan trọng cho nền văn học cách mạng và thúc đẩy sự phát triển của Hội Nhà văn Việt Nam.

## Danh mục tác phẩm
| - Báo động - Bếp lửa rừng - Bước chân - Ngọn đèn - Cái nền căm hờn - Cát trắng Phú Vang - Chiều Hương Giang - Con chim thời gian - Con gà đất, cây kèn và khẩu súng - Đất ngoại ô (1973) - Mặt đường khát vọng (1974) - Ngôi nhà có ngọn lửa ấm (1986) - Thơ Nguyễn Khoa Điềm (1990) - Cửa thép (1972) - Đất và khát vọng | - Trường ca - Đất nước - Giặc Mỹ - Gửi anh Tường - Hình dung về Chê Ghêvara - Hồi kết cuộc - Khoảng trời yêu dấu - Khúc hát ru những em bé lớn trên lưng mẹ - Lau - Lời chào - Màu xanh lên đường - Mùa Xuân ở A Đời - Ngày vui - Nghĩ về một nhãn hiệu | - Người con gái chằm nón bài thơ - Nơi Bác từng qua - Nỗi nhớ - Tháng chạp ở Hồng Trường - Thưa mẹ con đi - Tiễn bạn cuối mùa đông - Tình Ca - Tôi lại đi đường này - Trên núi sông - Từ những gì các anh trao? - Tuổi trẻ không yên - Vỗ Hờn - Xanh xanh bóng núi - Xuống đường - Mẹ và Quả - Miền Quê |

## Đã xuất bản
- Cửa thép (ký, 1972)
- Đất ngoại ô (tập thơ, 1973)
- Mặt đường khát vọng (trường ca, 1974) 9 chương
- Ngôi nhà có ngọn lửa ấm (tập thơ, 1986)
- Thơ Nguyễn Khoa Điềm (1990)
- Cõi lặng (tập thơ, 2007)

## Vinh danh
- Giải thưởng Nhà nước về Văn học Nghệ thuật năm 2001,
- Huân chương Ít-xa-la hạng nhất của Cộng hòa dân chủ nhân dân Lào.

### Giải thưởng văn học
- Giải thưởng Hội Nhà văn Việt Nam với tập thơ Ngôi nhà có ngọn lửa ấm;
- Giải thưởng Văn học Nghệ thuật Cố đô (giải B) với tập thơ Cõi lặng - năm 2010;
- Giải thưởng Văn học Nghệ thuật của tỉnh Thừa Thiên – Huế năm 2000 cho các sáng tác về Huế.